# Родниковое (Приморский край)
Роднико́вое — село в Михайловском районе Приморского края, входит в состав Сунятсенского сельского поселения.

## География
Дорога к селу Родниковое отходит на северо-запад от автотрассы Михайловка — Хороль. Восточнее села Родниковое находится село Первомайское и Новое, на запад дорога идёт к сёлам Ленинское, Степное и Дальнее.
Расстояние до районного центра Михайловка около 8 км, до Первомайского около 1 км.

## Население
| 2002 | 2010 |
| ---- | ---- |
| 165  | ↗184 |

## Улицы
| - ул. Дорожная, - ул. Кооперативная, - ул. Красноармейская, | - ул. Полевая, - ул. Садовая, - ул. Северная. |

## Экономика
Сельскохозяйственные предприятия Михайловского района.